# خوان أوخيدا
خوان أوخيدا ' (بالإنجليزية: Juan Marcelo Ojeda)‏ (مواليد 11 أكتوبر 1982 في الأرجنتين) لاعب كرة قدم ريفر بليت - الأرجنتين يجيد اللعب في خط الحراسة . يلعب حاليا لصالح نادي ريفر بليت الأرجنتين .